# Le Fléau de Chalion
Le Fléau de Chalion (titre original : The Curse of Chalion) est un roman de fantasy écrit par Lois McMaster Bujold et publié en 2001. Il fait partie du Cycle de Chalion dont il constitue le premier tome.

## Résumé
Cazaril, soldat fatigué et usé de 35 ans arrive au château de Valenda où il a jadis été page. Entre-temps, il a été courtisan, connaît plusieurs langues, a voyagé et a géré une forteresse cédée ensuite à l’ennemi par décision politique, avant de devenir un esclave sur une galère roknari, car son nom a été omis de la liste des personnes rachetées, dont il a pu s’échapper. 
Il devient précepteur de la royesse Iselle (et de sa suivante Betriz) afin qu’elle soit instruite comme son jeune frère Teidez. Il les accompagne à la cour de Chalion où le roya Orico, leur demi-frère, les invite. 
Cazaril est reconnu et feint de ne pas savoir qui sont les auteurs de la traîtrise dont il a été l’objet. Il découvre que tous les membres de la famille royale sont touchés par un sort néfaste. Il va aider Iselle à en supprimer les effets futurs, ce qui l’amènera en Ibra, pour une alliance entre pays.

## Personnages principaux
- Cazaril : personnage autour duquel est centrée l’histoire.
- Iselle : royesse (princesse) de 16 ans volontaire et désireuse d’apprendre, qui s’avère fine stratège.
- Orico : roya actuel, fils du premier mariage du roi Ias.
- Ista : royina (reine mère) réputée être devenu folle, retirée à Valenda, veuve du roi Ias, mère de Iselle et Teidez.
- Betriz : suivante de 19 ans de la royesse Iselle, fille du gardien du château de Valenda.
- Teidez : royse (prince) de 14 ans, héritier potentiel de la couronne si Orico meurt sans descendant.
- Dondo et Martou dy Jironal : hauts dignitaires de la couronne qui aspirent à encore plus de pouvoir et de richesse.
- Bergon : fils du roi d'Ibra.
- Palli : officier, ancien second de Cazaril et fidèle ami.

## Thèmes abordés
La question du libre arbitre face à une destinée qui serait voulue par les dieux est plusieurs fois évoquée par le personnage principal.

## Éditions
- The Curse of Chalion, 31 juillet 2001, 448 p.  (ISBN 0-380-97901-2)
- Le Fléau de Chalion, Bragelonne, 15 avril 2003, trad. Mélanie Fazi, 368 p.  (ISBN 2-914370-45-8)
- Le Fléau de Chalion, J'ai lu, 14 mars 2006, trad. Mélanie Fazi, 700 p.  (ISBN 2-290-34794-9)

## Cycle de Chalion
- Le Fléau de Chalion
- Paladin des âmes
- La Chasse sacrée